# Rudolf Wiesener
Rudolf Wiesener (* 1. August 1899 in Braunschweig; † 14. August 1972 in Bad Harzburg) war ein deutscher kommunistischer Politiker.

## Leben
Der Sohn eines Schuhmachermeisters absolvierte eine Buchdruckerlehre und war in der Zeit vor dem Ersten Weltkrieg in der sozialistischen Arbeiterjugendbewegung aktiv. Von 1917 bis 1918 Soldat, schloss er sich nach der Novemberrevolution der KPD an, später trat er der Ende 1928 gegründeten Kommunistischen Partei-Opposition (KPO) bei, mit deren Minderheitsflügel um Jacob Walcher und Paul Frölich schloss er sich im Frühjahr 1932 der SAPD an.
Nach der Machtübernahme der NSDAP flüchtete Wiesener 1933 in die Tschechoslowakische Republik. In der Exil-SAPD gehörte er zu den aktivsten Unterstützern der Volksfront-Bewegung und wurde daher Ende der 1930er Jahre aus der Partei ausgeschlossen. Während des Zweiten Weltkrieges hielt Wiesener sich in Schweden auf.
1945 kehrte Wiesener nach Deutschland zurück, wo er wieder der KPD beitrat, welche er von 1946 bis 1947 in den ernannten Landtagen von Braunschweig und Niedersachsen sowie von Mai bis November 1946 als Arbeitsminister auch in der Landesregierung von Braunschweig unter Alfred Kubel vertrat. 1949 wurde Wiesener wegen Kontakten zur KPO-Nachfolgeorganisation Gruppe Arbeiterpolitik aus der KPD ausgeschlossen, in den Folgejahren war er u. a. als Arbeitsdirektor bei der Harz-Lahn-Erzbergbau AG tätig.